# Jejsk

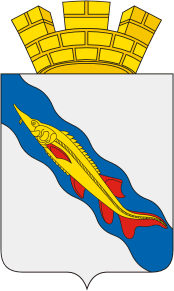
Jejsks vapen.

Jejsk (ryska Ейск) är en rysk stad i Krasnodar kraj, och är belägen vid Azovska sjöns nordöstra kust, norr om Svarta havet. Den hade 85 760 invånare i början av 2015, med totalt 94 840 invånare inklusive områden som ligger utanför själva centralorten men som administreras av staden.